# Gelora-Bung-Karno-Stadion
Das Gelora-Bung-Karno-Stadion (indonesisch Stadion Gelora Bung Karno) ist ein Fußballstadion mit Leichtathletikanlage in der indonesischen Hauptstadt Jakarta. Es ist das Nationalstadion des Landes. Bis 2005 hieß es Utama-Senayan-Stadion, bevor es nach dem ersten Präsidenten des unabhängigen Indonesien, Sukarno (1945–1967), der den Beinamen Bung Karno trug, benannt wurde. Bis zum Beginn des Umbaus im Juni 2016 bot das Stadion 88.083 Plätze. Nach dem Umbau bietet es heute 77.193 Sitzplätze.

## Geschichte
Das von 1960 bis 1962 in Zusammenarbeit mit der Sowjetunion erbaute Stadion befindet sich in Gelora im Innenstadt-Bezirk Tanah Abang der Stadt Jakarta und wurde bis Ende 2006 für die 14. Fußball-Asienmeisterschaft im Sommer 2007 um- und rückgebaut. Beim Umbau sank die Kapazität von 100.800 auf 88.306 Sitzplätze; das Stadion war jedoch immer noch eine der größten Sportarenen der Welt. 
Das Stadion wird hauptsächlich für Fußballspiele genutzt, verfügt jedoch auch über eine Kunststoffbahn und andere Leichtathletikanlagen. Es ist von einem Park mit verschiedenen weiteren Sportstätten umgeben, die insbesondere für internationale Tennis- sowie Badminton-Wettbewerbe Verwendung finden. Die Anlagen wurden für die Asienspiele 1962 erbaut, jedoch seitdem nicht mehr renoviert. 1975 traten Deep Purple im Stadion auf.
Die indonesische Fußballnationalmannschaft trägt die meisten Heimspiele im Bung-Karno-Stadion aus, auch wurden in der Arena häufig Endspiele der Fußball-Südostasienmeisterschaft („Tiger-Cup“) ausgetragen, zuletzt bei den Turnieren 2002, 2008 und 2010. Das erste Endspiel des Tiger-Cups in Jakarta 2002 verzeichnete 100.000 Zuschauer. Das Stadion wird ebenso von dem Fußballverein Persija Jakarta der Indonesia Super League genutzt.
Das Bung-Karno-Stadion war 2007 eine der Austragungsstätten der Fußball-Asienmeisterschaft; neben fünf Spielen der Turniergruppe D, mit den Mannschaften von Bahrain, Indonesien, Saudi-Arabien und Südkorea, sowie einem Viertelfinale wurde am 29. Juli 2007 auch das Endspiel des Wettbewerbs dort ausgespielt.
Der Rekordbesuch der Anlage soll bei einem Spiel von Persija Jakarta gegen Arema Malang am 30. Mai 2010 aufgestellt worden sein. Im weitläufigen Stadion sollen 130.000 Besucher die Partie verfolgt haben. Andere Quellen geben sogar eine Rekordzahl von rund 150.000 Besuchern bei einem Spiel zwischen dem PSMS Medan und Persib Bandung am 23. Februar 1985 an.
Die XVIII. Asienspiele finden 2018 in Jakarta und Palembang statt. Für die Eröffnungs- und Abschlussfeier wurde das Gelora-Bung-Karno-Stadion für 500 Mio. IDR (40 Mio. US-Dollar / 33 Mio. Euro) renoviert. Ab Juni 2016 liefen die Baumaßnahmen und sollten im August 2017 abgeschlossen sein. Es wurden die kompletten Sitzplätze, meist Bänke, durch einzelne Kunststoffsitze ersetzt. Dadurch sank das Platzangebot auf rund 77.000 Sitze. Außen wurde die Betonfassade sowie zur Stabilisierung die alten Säulen erneuert. Um das Stadion wurden fünf lange Rampen spiralförmig errichtet, um den Zugang und Abgang der Zuschauermassen zu verbessern. Das Flutlicht, die Beschallungsanlage und die Sanitäreinrichtungen wurden ausgetauscht. Auf dem Dach war ein neuer Außenring mit Solarmodulen geplant. Des Weiteren sollte in neu angelegten, schattigen Promenaden Platz für den Einzelhandel mit Verkaufsständen und Catering-Angeboten geschaffen werden.
Die Renovierung zog sich länger hin als zuvor mit 13 Monaten geplant. Zwei Jahre nach der Schließung im Juni 2018 waren noch letzte Arbeiten durchzuführen. Auch die Planungen zu den Umbaukosten konnten nicht eingehalten werden. Aus den 500 Mio. IDR wurden 770 Mio. IDR (rund 46,2 Mio. Euro). Das Gelora-Bung-Karno-Stadion erhielt eine LED-Flutlichtanlage unter dem Dach mit 3.000 Lux Beleuchtungsstärke. Sie ermöglicht Fernsehaufnahmen in HD-Qualität. Auf dem Dach wurde ein Ring aus Photovoltaik-Paneelen installiert, der 420 kWh Strom erzeugen kann. Im Stadion wurde ein neues Netzwerk für 4.5G-Internetzugang installiert. So können Tausende im weiten Rund das Internet gleichzeitig nutzen.

## Weitere Sportstätten des Gelora-Bung-Karno-Komplexes
- Stadion Madya – Stadion mit Leichtathletikanlage – 20.000 Plätze
- Indonesia Arena – Mehrzweckhalle – 16.000 Plätze
- Istora Senayan – Sporthalle, 10.000 Plätze für u. a. Badminton, Volleyball oder Basketball
- Senayan National Aquatics Complex – Schwimmstadion – 8.000 Plätze
- Kleine Sporthalle – 3.500 Plätzen
- Tennishalle sowie Tennisanlage (Sandplatz sowie Hartplatz)
- Jakarta International Twin Circuit – Modellautorennstrecke
- Feldhockeystadion
- Softballstadion
- Bogenschießanlage

## Galerie

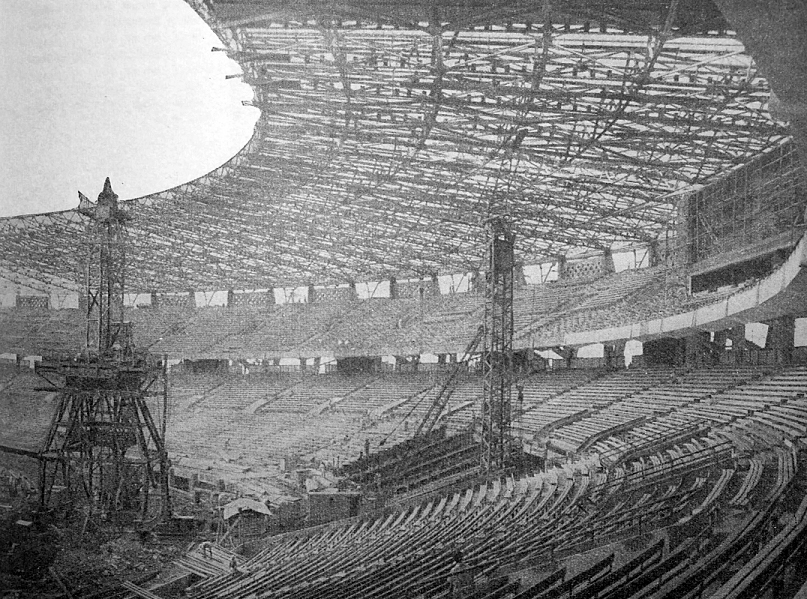
Das Stadion während des Baus 1962
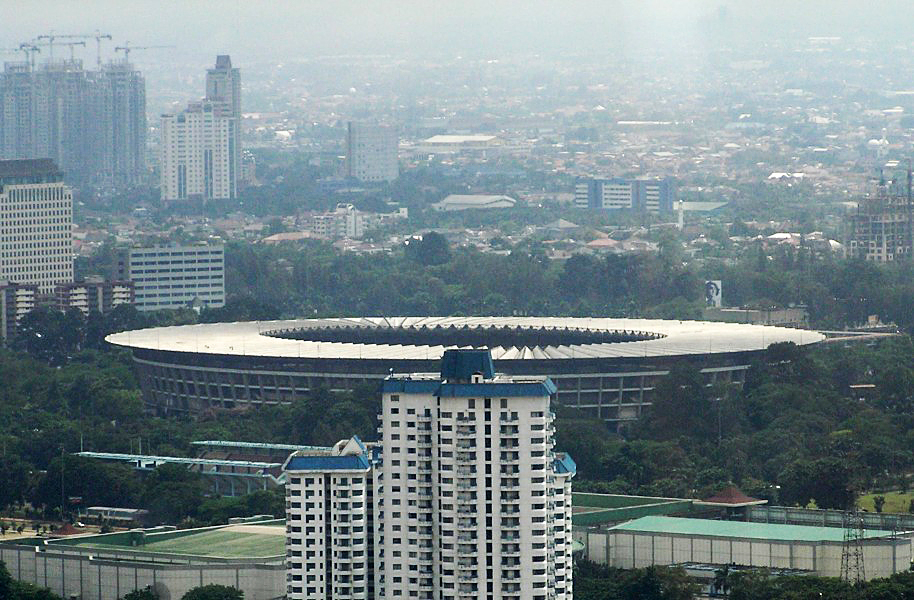
Blick auf das Stadion aus dem 46. Stock des Hochhauses Wisma 46 (März 2005)
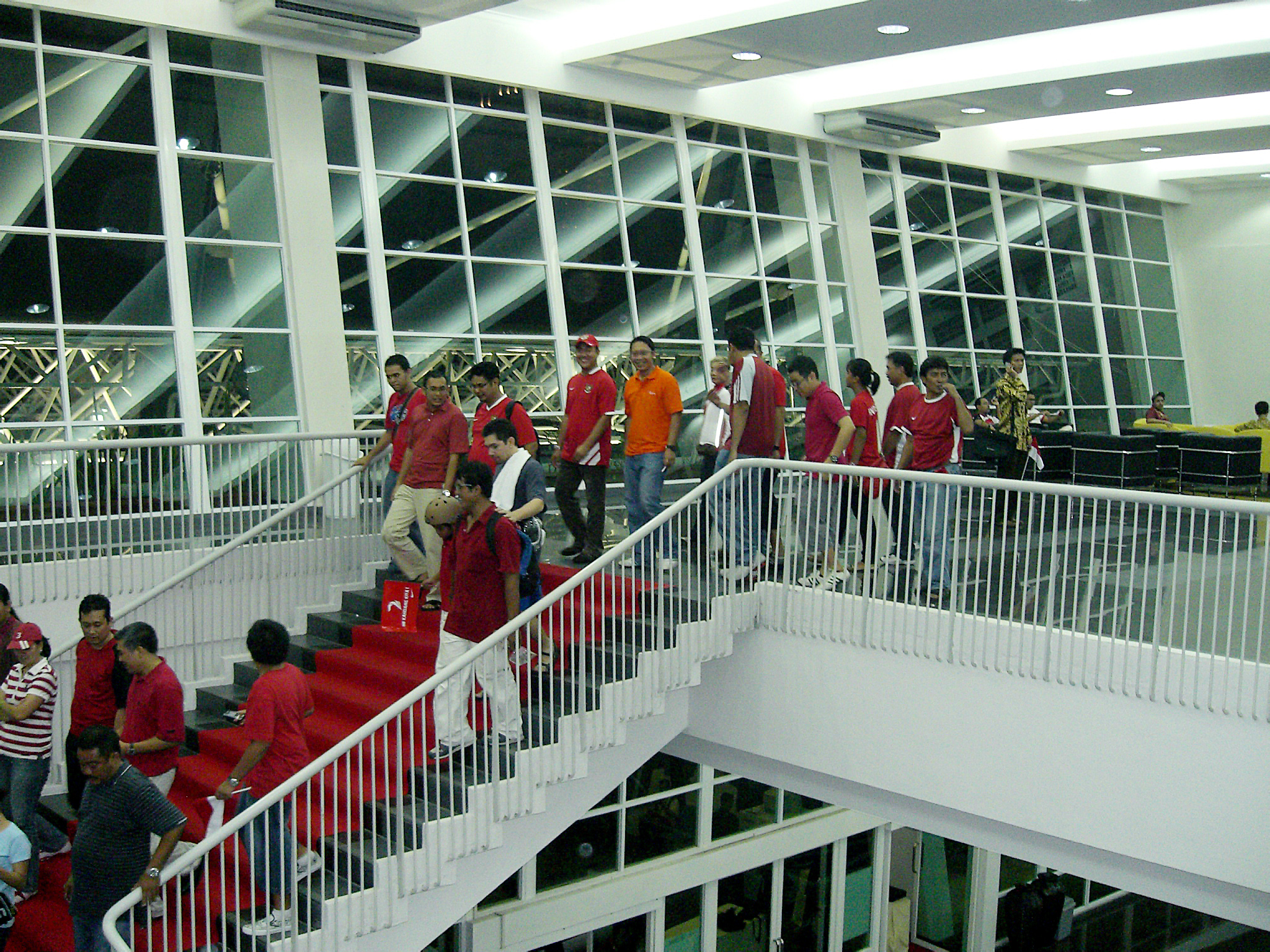
„Main Lobby“ in der Westtribüne (Juli 2007)
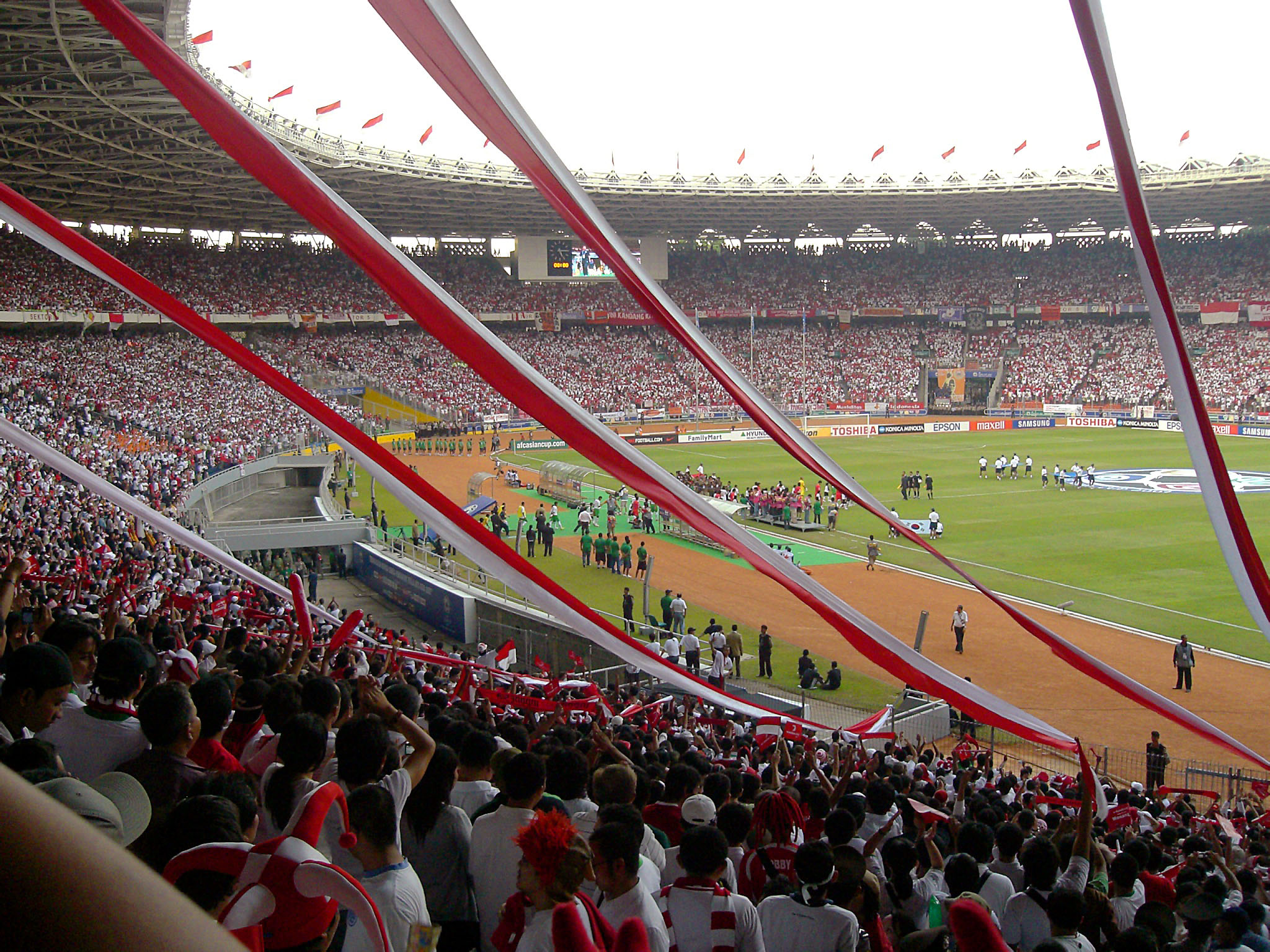
Das geschmückte Stadion beim Spiel Indonesien gegen Südkorea der Fußball-Asienmeisterschaft 2007